# Mainbrücke Hochheim
Die Mainbrücke Hochheim ist eine Brücke der Bundesautobahn 671 von Wiesbaden zum Mainspitz-Dreieck. Das Bauwerk liegt in den hessischen Gemeinden Hochheim am Main und Bischofsheim zwischen den Anschlussstellen Hochheim-Süd und Ginsheim-Gustavsburg und überspannt den Main bei Stromkilometer 4,000 mit einem gemeinsamen Überbau für beide Richtungsfahrbahnen. Ihre Durchfahrtshöhe beträgt 7,5 m über HSW. Die Autobahnbrücke liegt östlich der ungefähr parallel verlaufenden Eisenbahnbrücke Hochheim (Kostheimer Brücke) der Umgehungsbahn Mainz.

## Konstruktion
Der 1065,60 m lange Brückenzug der Mainbrücke besteht in jeder Fahrtrichtung aus vier Teilbauwerken mit insgesamt 24 Feldern, die zu einer stählernen Strombrücke und einer Spannbeton-Vorlandbrücke zusammengefasst werden können.
Die 749,60 m lange Vorlandbrücke am nördlichen Mainufer gliedert sich in drei Teilbauwerke.
- B, Länge 424,30 m: 12-feldriger Durchlaufträger zwischen der Flussbrücke (Teilbauwerk A) und der Brücke über die Bahnstrecke
- C, Länge 47,50 m: Einfeldbrücke über die Bahnstrecke
- D, Länge 277,80 m: 8-feldriger Durchlaufträger nördlich der Brücke über die Bahnstrecke

Die Stützweiten der Teilbauwerke B und D betragen zwischen 30,0 m und 35,40 m. Im Jahr 2005 wurden als Verstärkungsmaßnahme in Längsrichtung bei den Teilbauwerken B und D jeweils vier externe Spannglieder (ein Spannglied pro Steg) eingebaut.
Die 316 m lange Strombrücke ist eine dreifeldrige Stahlkonstruktion mit Stützweiten von 83 m bei den beiden Randfeldern und 150 m über dem Main. Es ist eine 25 m breite Plattenbalkenkonstruktion mit zwei vollwandigen Hauptträgern variabler Konstruktionshöhe und mit einer orthotropen Fahrbahnplatte.
Die Richtungsfahrbahnen der Brücke verfügen über zwei Fahrstreifen und einen Standstreifen. Außerdem ist auf beiden Seiten ein gemeinsamer Rad- und Fußweg vorhanden.

## Brückenschäden
Wegen Brückenschäden gab es seit Anfang Februar 2017 zuerst ein Tempolimit von 60 km/h für Lastkraftwagen und 100 km/h für Personenkraftwagen in Fahrtrichtung Wiesbaden. Aufgrund einer defekten Übergangskonstruktion galt seit dem 11. April 2017 ein generelles Tempolimit von 40 km/h bei nur einem Fahrstreifen in Fahrtrichtung Hochheim. Eine Woche später wurde eine Fahrstreifenverengung eingebaut, damit Fahrzeuge unter 44 Tonnen wieder über zwei Fahrstreifen fahren konnten. Der Austausch der defekten Übergangskonstruktion verzögerte sich.
In der Folge stellten sich an der gesamten Vorlandbrücke durch Spannungsrisskorrosion gravierende Brückenschäden heraus, die einen Ersatzneubau erforderlich machen. Von 2019 bis Mitte 2020 musste unter der Vorlandbrücke ein Notgerüst eingezogen werden. Wegen der Setzungsempfindlichkeit der Unterstützungskonstruktion wird diese durch faseroptische Sensoren überwacht. Im Jahr 2019 wurde die Planfeststellung eingeleitet und eine erste Änderung war bis zum 11. Oktober 2022 für einen Monat öffentlich ausgelegt worden. Die Vorlandbrücke soll ab 2026 komplett abgebrochen und an gleicher Stelle durch einen Neubau ersetzt werden. Abbruch und Neubau sollen unter Aufrechterhaltung des Verkehrs auf allen vier Fahrstreifen durchgeführt werden. Mit der Fertigstellung ist nicht vor 2031 zu rechnen.